# Al-Taqadum Club
Al-Taqadum Club (en árabe: نادي التقدم‎) es un equipo de fútbol saudita que juega en la Liga Príncipe Mohammad bin Salman, la segunda categoría del fútbol profesional en el país.

## Entrenadores
- Tamer Mustafa (junio de 2019-noviembre de 2019)[2][1]